# فيديريكو تشازاريني
فيديريكو تشازاريني (بالإيطالية: Federico Casarini)‏ (مواليد 7 أغسطس 1989 في كاربي - إيطاليا) لاعب كرة قدم إيطالي يلعب حاليا لصالح نادي الدرجة الأولى بولونيا الإيطالي منذ 2007 في مركز الوسط المدافع .

## روابط خارجية
- فيديريكو تشازاريني على موقع الاتحاد الأوربي (الإنجليزية)
- فيديريكو تشازاريني على موقع قاعدة بيانات كرة القدم.إي يو (الإنجليزية)
- فيديريكو تشازاريني على موقع Soccerway.com (الإنجليزية)
- فيديريكو تشازاريني على موقع عالم كرة القدم.نت (الإنجليزية)
- فيديريكو تشازاريني على موقع كووورة
- فيديريكو تشازاريني على موقع AS.com (الإسبانية)